# 山地大輔
山地 大輔（やまじ だいすけ、1975年11月5日 - ）は、日本の総合格闘家・柔術家。ニューヨーク市在住。日本人としてヘンゾ・グレイシーから最初で唯一の黒帯を貰った格闘家である。ブルックリンにあるヘンゾ・グレイシー・ファイト・アカデミーで師範代として指導を行なっている。

## 来歴
東京都世田谷区生まれ育ち。15歳の時にアメリカ合衆国ワイオミング州にいた青木賢治のところに預けられ、アメリカでの生活を始める。
21歳の時にヘンゾ・グレイシー柔術アカデミーに入門し、ヘンゾ・グレイシーに師事する。ジョン・ダナハーやマット・セラらとトレーニングを積む。
2006年、総合格闘技でプロデビューし一本勝ち。アマチュア戦を経験せずのプロデビューであった。
現在は、ブルックリンにあるヘンゾ・グレイシー・ファイト・アカデミーで格闘技の指導にあたる。教え子にEBI 15で優勝したJon Calestineがいる。
2021年、ニューヨーク市警察に招かれ、柔術チームを指導している。

## 戦績

### 総合格闘技
| 総合格闘技 戦績 | 総合格闘技 戦績 | 総合格闘技 戦績 | 総合格闘技 戦績 | 総合格闘技 戦績 | 総合格闘技 戦績 | 総合格闘技 戦績 |
| --------------- | --------------- | --------------- | --------------- | --------------- | --------------- | --------------- |
| 3 試合          | (T)KO           | 一本            | 判定            | その他          | 引き分け        | 無効試合        |
| 2 勝            | 1               | 1               | 0               | 0               | 0               | 0               |
| 1 敗            | 1               | 0               | 0               | 0               | 0               | 0               |

| 勝敗 | 対戦相手     | 試合結果                              | 大会名              | 開催年月日    |
| ×    | Joseph Lowry | 2R 3:36 TKO (Punches)                 | CFFC 63             | 2017年2月18日 |
| ○    | Maciej Linke | 2R 1:01 TKO (Punches)                 | New Jersey Regional | 2010年10月2日 |
| ○    | Rich Swawola | 1R 0:46 Submission (Rear Naked Choke) | Sportfighting 4     | 2006年8月19日 |

## 獲得タイトル
- 第１回・全日本柔術Ｎｏ－Ｇｉオープントーナメント